# 9005 Sidorova
9005 Sidorova eller 1982 UU5 är en asteroid i huvudbältet som upptäcktes den 20 oktober 1982 av den rysk-sovjetiska astronomen Ljudmila Karatjkina vid Krims astrofysiska observatorium på Krim. Den är uppkallad efter Sofia Ivanovna Sidorova.
Asteroiden har en diameter på ungefär tolv kilometer.